# Pradales
Pradales est une commune de la province de Ségovie dans la communauté autonome de Castille-et-León en Espagne.

## Géographie
Trois localités constituent la commune de Pradales :
- Carabias ;
- Ciruelos ;
- Pradales.